# Sumbing
Sumbing (indonez. Gunung Sumbing) – wulkan w środkowej części Jawy w Indonezji; zaliczany do stratowulkanów. Sąsiaduje z wulkanem Sundoro.
Wysokość 3371 m n.p.m.; średnica krateru 800 m; jedyna zanotowana erupcja w 1730 r.
U podnóża leżą m.in. miasta Wonosobo i Magelang.